# Papa Bonifácio II
Papa Bonifácio II (em latim: Bonifacius II; Roma, 490 — 17 de outubro de 532) foi papa da Igreja Católica entre 530 e 532. Primeiro pontífice de origem germânica (ostrogodo), sucessor de Félix IV.
Bonifácio serviu a Igreja Romana desde a sua juventude. Durante o pontificado do Papa Félix IV, era arquidiácono e uma personalidade com forte influência nas autoridades eclesiásticas e civis.
A sua elevação ao papado é notável como oferecendo um exemplo inquestionável da nomeação de um papa pelo seu predecessor, sem a formalidade da eleição.
Sentindo a morte, Félix IV, temendo as rivalidades entre as facções romana e dos Ostrogodos, reuniu vários clérigos e importantes cidadãos romanos e, solenemente, conferiu a Bonifácio o Pálio da soberania papal, proclamando-o seu sucessor e ameaçando de excomunhão a todos os que se recusassem reconhecer o novo papa.
Depois da morte de Félix, Bonifácio assumiu a sucessão, mas foi imediatamente contestado por muitos eclesiásticos romanos, tendo sessenta deles eleito o Antipapa Dióscoro (Dioscorus). Temiam a influência nos assuntos papais do rei ostrogodo Atalarico, cujo avô, Teodorico, o Grande, tinha ajudado a eleger o papa Félix IV, mais uma circunstância a tornar odiosa a eleição de Bonifácio.
Ambos os papas foram consagrados a 22 de setembro de 530, Bonifácio na Basílica Júlia e Dióscuro na de Latrão. A Igreja Romana viu assim surgir mais um cisma. Mas Dióscuro falecia a 14 de Outubro desse mesmo ano. Bonifácio convocou um sínodo (Dezembro de 530), onde apresentou um decreto anatemizando o seu rival, para o qual conseguiu as assinaturas dos sacerdotes que tinham sido partidários de Dióscuro. Cada um deles lamentou a sua participação na eleição irregular e prometeu obediência no futuro.
Bonifácio agradou a muitos, pela sua administração conciliatória, mas alguns guardaram ressentimento, pois ele não tinha sido eleito formalmente e, anos depois, com um papa concordante (Agapito I), foi solenemente queimado o anátema contra Dióscoro.
Num segundo sínodo, realizado em 531, Bonifácio apresentou uma norma em que atribuía a si próprio o direito de nomear o seu sucessor. O Clero Romano aprovou e prometeu obediência. Bonifácio propôs o diácono Vigílio (futuro papa), o que foi aceite. Mas esta emenda provocou grande descontentamento, até a nível imperial, pelo que, num terceiro sínodo, Bonifácio queimou a sua própria proposta e anulou a nomeação de Vigílio.
Condenou a heresia semipelagiana, que postulava a universalidade do pecado original como força de corrupção no homem, no segundo Concílio de Orange, em França.[carece de fontes?]
Bonifácio foi estimado pela sua caridade, especialmente para com os pobres durante um ano de muita fome em Roma. Faleceu a 17 de outubro de 532 e foi sepultado na Basílica de São Pedro.